# Едуард IV
Едуард IV (на английски: Edward IV; * 28 април 1442; † 9 април 1483) е крал на Англия от 4 март 1461 до смъртта си, с прекъсване от няколко месеца в периода 1470 – 1471.

## Произход и възкачване на трона
Роден е 28 април 1442 г. в Руан, Франция. Син е на Ричард Плантагенет, 3-ти херцог на Йорк, и Сесили Невил. Претенциите на херцога на Йорк за английската корона през 1460 г. са в основата на конфликта, ескалирал в т.нар. Война на розите (между фамилиите Йорк и Ланкастър). Когато бащата е убит в битката при Уейкфийлд, Едуард, като най-голям от живите си братя, наследява тези претенции.
С помощта на Ричард Невил, 16-и граф на Уоруик („The Kingmaker“), Едуард преодолява съпротивата на фамилията Ланкастър, успява да постави под контрол столицата и е обявен за крал през 1461 г. в Лондон. По това време Хенри VI и съпругата му Маргьорит д'Анжу се намират в Северна Англия. Едуард затвърждава позициите си с решителна победа същата година в битката при Тоутън (Towton), в която армията на Ланкастър е напълно разгромена.

## Крал на Англия (1461 – 1483)

### Брак с Елизабет Удвил. Сваляне от власт
През 1464 г. Едуард IV се жени за Елизабет Удвил, вдовица на сър Джон Грей, загинал в битка на страната на Ланкастър. Тя има доста бедни, но амбициозни роднини от рода Ланкастър и макар да не представлява реална заплаха за позициите на граф Уоруик, бракът на Едуард IV рязко влошава отношенията им. С помощта на по-малкия брат на Едуард – Джордж, херцог на Кларънс, Уоруик повежда армия срещу Едуард IV.
Основната част на кралската армия е разгромена в битката при Еджкот Мур (Edgecote Moor), а самият Едуард IV е пленен впоследствие. Уоруик се опитва да управлява от негово име, но среща съпротива от страна на благородниците и е принуден да освободи Едуард IV. Кралят не търси отмъщение, а напротив – помирение с Уоруик и Джордж. Последните двама въстават отново през 1470 г., но този път са разгромени и принудени да избягат във Франция. Там се свързват с Маргьорит д'Анжу и Уоруик се съгласява да възстанови Хенри VI, за което получава френска подкрепа, с която извършва успешно нападение по-късно същата година и принуждава Едуард IV да избяга. Междувременно братът на Уоруик, Джон Невил, 1-ви маркиз Монтагю, също е преминал на страната на Ланкастър и това разпределение на силите действително не оставя друг избор на Едуард IV.

### Възстановяване на престола
Хенри VI се връща за кратко на престола (акт, известен като „Повторното посвещаване на Хенри VI“), а Едуард намира убежище в Бургундия. Владетели на Бургундия са неговият зет Шарл, херцог на Бургундия, и сестра му, Маргарет Йоркска. Отначало Шарл няма желание да оказва помощ на Едуард IV, но французите обявяват война на Бургундия и Шарл променя позициите си. С помощ от страна на Бургундия Едуард IV събира войска, за да си върне кралството.
При завръщането си в Англия той избягва залавяне като оставя впечатление, че претендира само за херцогството си. Градът на Йорк не го приема, но той продължава на юг, събирайки подкрепа. Брат му Джордж осъзнава, че би имал по-добри позиции като брат на краля, отколкото като подвластен на Хенри VI и се присъединява към Едуард. В битката при Барнет (Barnet) Едуард разгромява Уоруик, а след неговата смърт елиминира оставащата съпротива от страна на Ланкастър в битката при Туксбъри (Tewkesbury) през 1471 г. Наследникът на Ланкастър – Едуард Уестминстърски, принц на Уелс, е убит или в битка, или скоро след това. Няколко дни по-късно Едуард IV се връща в Лондон и Хенри VI, който по това време е задържан, е убит, за да се сломи напълно опозицията на Ланкастър.

### Междуособици и войни
През 1475 г. Едуард IV обявява война на Франция и впоследствие сключва изгоден за Англия договор.

По-младите му братя – Джордж, херцог на Кларънс, и Ричард, херцог на Глостър (по-късно английски крал Ричард III), са съпрузи на Изабела Невил и Ан Невил, които са дъщери на Уоруик и съпернички за голямото наследство на все още живата им майка. Кларънс и Глостър са в конфликт през по-голямата част от управлението на Едуард IV. Впоследствие Джордж е заловен да подготвя заговор срещу Едуард IV и е затворен в Лондонската кула. Доказана е вината му в намерение с помощта на французите да свали брат си от трона, да го убие и да завземе властта. Осъден е на смърт за държавна измяна. Въпреки настояването и молбите на майка им, Едуард IV не помилва брат си, а само му дава възможност сам да избере смъртта си. Джордж избира да бъде удавен в бъчва с вино. На 18 февруари 1478 г. е извършена неговата „частна екзекуция“.

### Управление до края на живота
Останалата част от царуването на Едуард IV е спокойна, тъй като на практика родът Ланкастър е унищожен и единственият останал съперник е Хенри Тюдор, който живее в изгнание.
През 1482 г. Едуард подкрепя опит на Александър Стюарт, брат на шотландския крал Джеймс III, да превземе шотландския престол.
Около Великден, 1483 г. се разболява, но успява да направи някои допълнения към завещанието си, най-важното от които е определянето на брат му Ричард за регент след смъртта му. Умира на 9 април 1483 г. и е наследен от 12-годишния си син Едуард V.

## Царуването на Едуард IV
Изключително добър и смел военачалник, Едуард IV разгромява рода Ланкастър със серия от впечатляващи победи. Бил е популярен и способен крал и е имал много лоялни привърженици до смъртта си. По време на неговото управление в страната се възцарява закон и ред. Едуард IV е бил успешен бизнесмен и едър търговец със сериозни инвестиции в няколко корпорации в Лондонското сити.
Той е един от малкото представители на рода си, починали в леглото.

## Фамилия
Едуард IV е имал общо 10 деца от Елизабет Удвил, 7 от които го надживяват – 2 сина и 5 дъщери. Имал е многобройни любовници и поне шест незаконни деца от три от тях.

## Предшественици
| Едуард IV | Баща: Ричард Плантагенет, 3-ти граф на Йорк | Дядо по бащина линия: Ричард Конисбърг, 3-ти граф на Кеймбридж | Прадядо по бащина линия: Едмънд Лангли, 1-ви херцог на Йорк     |
| Едуард IV | Баща: Ричард Плантагенет, 3-ти граф на Йорк | Дядо по бащина линия: Ричард Конисбърг, 3-ти граф на Кеймбридж | Прабаба по бащина линия: Изабела Кастилска, херцогиня на Йорк   |
| Едуард IV | Баща: Ричард Плантагенет, 3-ти граф на Йорк | Баба по бащина линия: Ан Мортимър                              | Прадядо по бащина линия: Роджър Мортимър, 4-ти граф на Марч     |
| Едуард IV | Баща: Ричард Плантагенет, 3-ти граф на Йорк | Баба по бащина линия: Ан Мортимър                              | Прабаба по бащина линия: Алианор Холандска                      |
| Едуард IV | Майка: Сесили Невил                         | Дядо по майчина линия: Ралф Невил, 1-ви граф на Уестморланд    | Прадядо по майчина линия: Джон Невил, 3-ти барон Невил де Рейби |
| Едуард IV | Майка: Сесили Невил                         | Дядо по майчина линия: Ралф Невил, 1-ви граф на Уестморланд    | Прабаба по майчина линия: Мод Пърси                             |
| Едуард IV | Майка: Сесили Невил                         | Баба по майчина линия: Джоан Бофор, графиня на Уестморланд     | Прадядо по майчина линия: Джон Гонт, 1-ви херцог Ланкастър      |
| Едуард IV | Майка: Сесили Невил                         | Баба по майчина линия: Джоан Бофор, графиня на Уестморланд     | Прабаба по майчина линия: Катрин Суинфорд                       |